# Toporzysko (gromada w powiecie toruńskim)
Toporzysko – dawna gromada, czyli najmniejsza jednostka podziału terytorialnego Polskiej Rzeczypospolitej Ludowej w latach 1954–1972.
Gromady, z gromadzkimi radami narodowymi (GRN) jako organami władzy najniższego stopnia na wsi, funkcjonowały od reformy reorganizującej administrację wiejską przeprowadzonej jesienią 1954 do momentu ich zniesienia z dniem 1 stycznia 1973, tym samym wypierając organizację gminną w latach 1954–1972.
Gromadę Toporzysko z siedzibą GRN w Toporzysku utworzono – jako jedną z 8759 gromad na obszarze Polski – w powiecie toruńskim w woj. bydgoskim, na mocy uchwały nr 24/14 WRN w Bydgoszczy z dnia 5 października 1954. W skład jednostki weszły obszary dotychczasowych gromad Toporzysko, Czarnowo, Wielka Zławieś i Mała Zławieś ze zniesionej gminy Rzęczkowo w tymże powiecie. Dla gromady ustalono 21 członków gromadzkiej rady narodowej.
31 grudnia 1961: (a) do wsi Czarnowo w gromadzie Toporzysko włączono enklawę o powierzchni 173,4124 ha łącznie z częścią korytarza rzeki Wisy (obejmującą z karty mapy 4 obrębu Solec Kujawski parcele oznaczone nr nr kat 2/1–2/4, 8/2, 10/6, 11/6, 14/2, 15/2, 16/2, 18/2, 19/2, 20/2, 22/2, 23/2, 24/2, 25/2, 26/2, 27/2, 28/2, 29/2, 30/1, 31/1, 33/2, 34/2, 35/2, 37/2, 39/2 i 40/2) z miasta Solec Kujawski w powiecie bydgoskim w tymże województwie; oraz (b) do wsi Zławieś Wielka w gromadzie Toporzysko włączono część obszaru wsi Przyłubie (enklawa o powierzchni 11,6229 ha stanowiąca parcele nr nr kat. 91/17–100/17, 87/18–90/18, 103/24 i 104/24 karty mapy 2 obrębu Przyłubie) z gromady Solec Kujawski w powiecie bydgoskim w tymże województwie.
1 stycznia 1972 gromadę Toporzysko połączono z gromadą Górsk, tworząc z ich obszarów gromadę Pędzewo z siedzibą Gromadzkiej Rady Narodowej w Pędzewie w tymże powiecie.